# 鹰-AV雷达
鹰-AV雷达（俄语：«Ястреб-АВ»）是俄罗斯研发的一种反炮兵雷达，据称造价约2.5亿美元。据其宣传资料称，该系统可以发现对方火炮及火箭炮位置，或发现对方导弹发射位置，並用于调整和控制友军炮火。

## 服役历史
该雷达于2024年首次于乌俄战争中投入使用。1月2日，俄罗斯官媒卫星通讯社发布消息称侵乌俄军开始使用了该新型雷达系统, 当天晚些时候，乌克兰特种作战部队第73海上特別用途中心和第140侦查营发布了该部队使用无人机引导M142 HIMARS多管火箭炮发射GMLRS精确制导火箭弹摧毁一套该系统的影片。
1月23日，乌军又发布了另一部1K148雷达被摧毁的影片。这次乌军对该被击毁的雷达使用了三枚GMLRS火箭进行打击。